# Sphiggurus insidiosus
Porc-épic laineux, Porc-épic des Antilles
Espèce
Synonymes
- Coendou insidiosus (Lichtenstein, 1818)
- Sphiggurus pallidus (Waterhouse, 1848)

Statut de conservation UICN

 LC  : Préoccupation mineure
Sphiggurus insidiosus est une espèce de mammifères rongeurs de la famille des Erethizontidae appelés porcs-épics préhensiles. Ces porcs-épics sont endémiques du Brésil. Ce sont des animaux terrestres nocturnes et arboricoles qui fréquentent essentiellement la canopée des forêts de la côte Atlantique. Cet animal végétarien à tendance omnivore se nourrit aussi bien de fruits que de pupes de fourmis. Il s'approche parfois des habitations pour y chaparder les légumes cultivés au potager. En français, il est appelé Porc-épic laineux ou Porc-épic des Antilles.

## Classification
Cette espèce a été décrite pour la première fois en 1818 par le naturaliste allemand Ignaz von Olfers (1793-1871).
Synonymes :
- Hystrix insidiosa
- Coendou insidiosus (Lichtenstein, 1818)
- Sphiggurus pallidus (Waterhouse, 1848)